# Диченко Ігор Сергійович
Ігор Сергійович Диченко (19 грудня 1946, Київ — 24 травня 2015, Київ) — український мистецтвознавець, художник, колекціонер.

## Життєпис

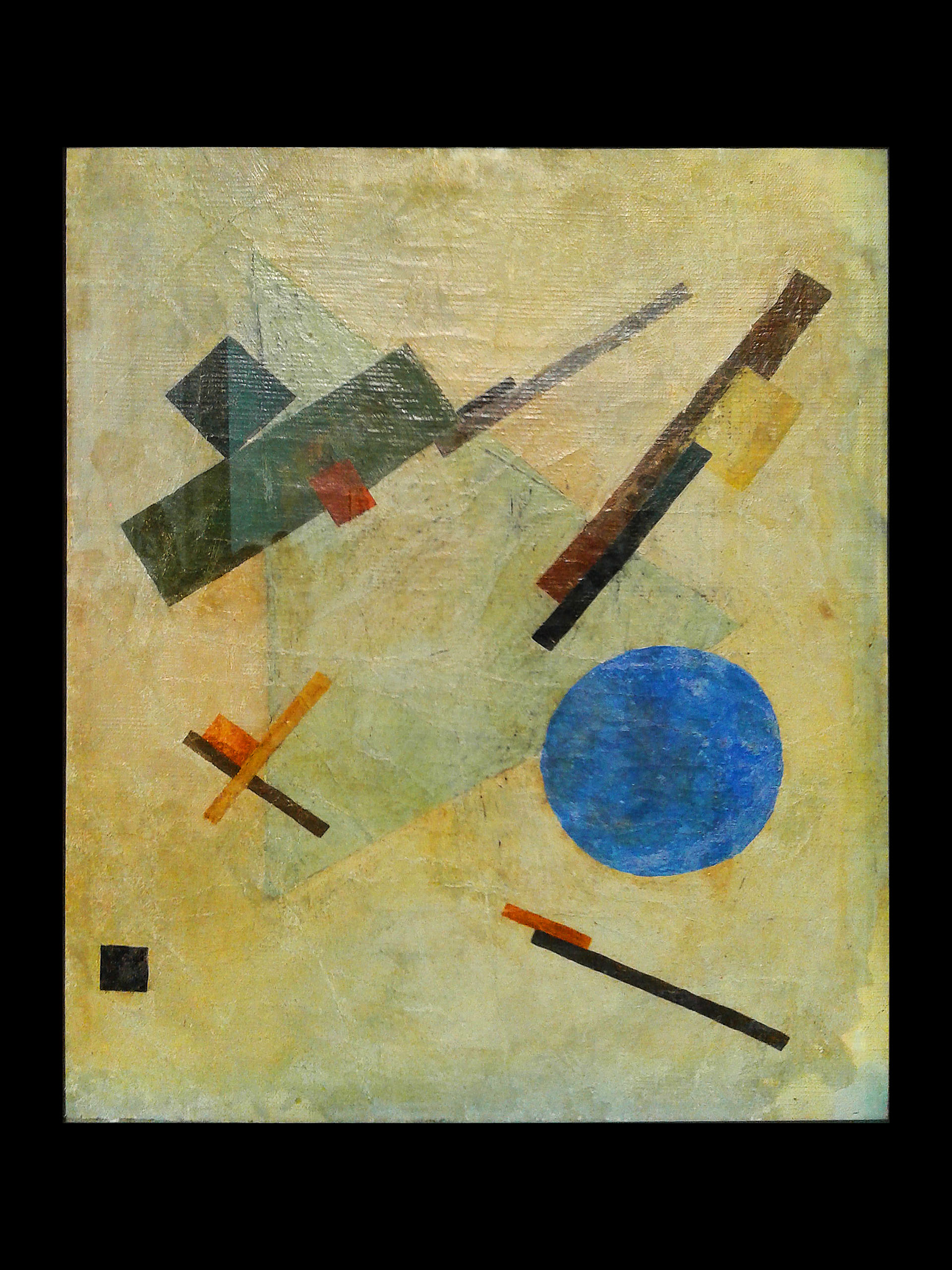
К. Малевич Супрематична композиція 1, 1916 (колекція І. Диченка)

1969 року закінчив Київський художній інститут. Працював викладачем і науковим співробітником у Центральному Державному архіві музею літератури і мистецтва України, Київському хореографічному училищі, Музеї історії Києва.
З 1984 року член НСХУ.
З 1970-х років брав участь у численних виставках і мистецьких акціях. 1992 року заснував Міжнародний благодійний фонд свого імені.
Видав дослідницькі праці про творчість українських художників: Г. Нарбута, К. Піскорського, А. Петрицького, М. Бойчука, В. Седляра, О. Богомазова, К. Малевича, В. Касіяна, В. Пальмова, В. Єрмилова, М. Глущенка, Т. Яблонської, А. Горської, О. Хвостенка-Хвостова та інших.
Помер 25 травня 2015 року.

## Приватне зібрання
Ігор Диченко почав збирати твори авангардистів з початку 1960-х років. Зібрання налічує понад 700 картин. Серед зібрання є праці українських аванґардістів.
У приватній розмові поет Віталій Коротич сказав колекціонеру: 
| «Твої українські кубісти зараз нікому не потрібні. А через 20 років вони будуть модними у світі».[4] |
Відтак окремі твори з колекції І. Диченка виставлялись у Києві, Нью-Йорку, Токіо, Мюнхені, Вінніпезі, Лондоні, Тулузі, Катовиці, Санкт-Петербурзі, Москві, Одесі.
У 2011-2015 роках колекція перебувала на тимчасовому зберіганні у «Мистецькому арсеналі»
12 жовтня 2015 року вдова Диченка Валерія Вірська (Котляр) передала унікальну колекцію свого чоловіка в дар державі і народові України на постійне зберігання [Архівовано 16 січня 2021 у Wayback Machine.] в Мистецькому арсеналі. Під час урочистої передачі Президент України за вагомий особистий внесок у культурно-освітній розвиток Української держави, багаторічну сумлінну працю та високу професійну майстерність вручив В. Вірській орден княгині Ольги.
В серпні 2015 року твори з колекції Ігоря Диченка були показані на виставці Мистецького арсеналу «Арлекін іде» [Архівовано 14 лютого 2021 у Wayback Machine.], яка стала своєрідною посмертною присвятою колекціонеру. У тому ж році був виданий каталог «Колекція Ігоря Диченка» [Архівовано 10 червня 2016 у Wayback Machine.]. 

## Колекція І. Диченка

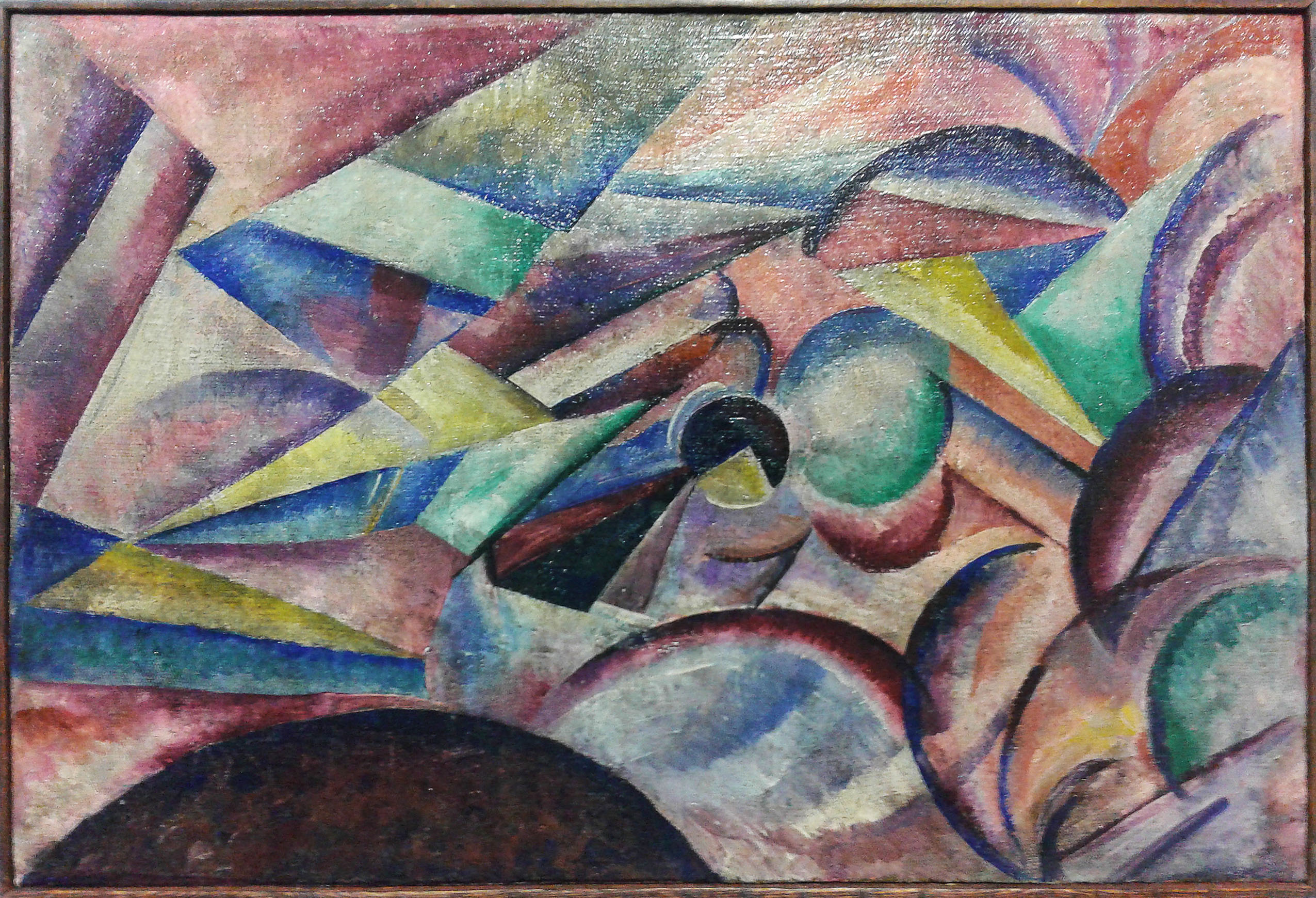
О. Богомазов. «Космос», 1910-ті
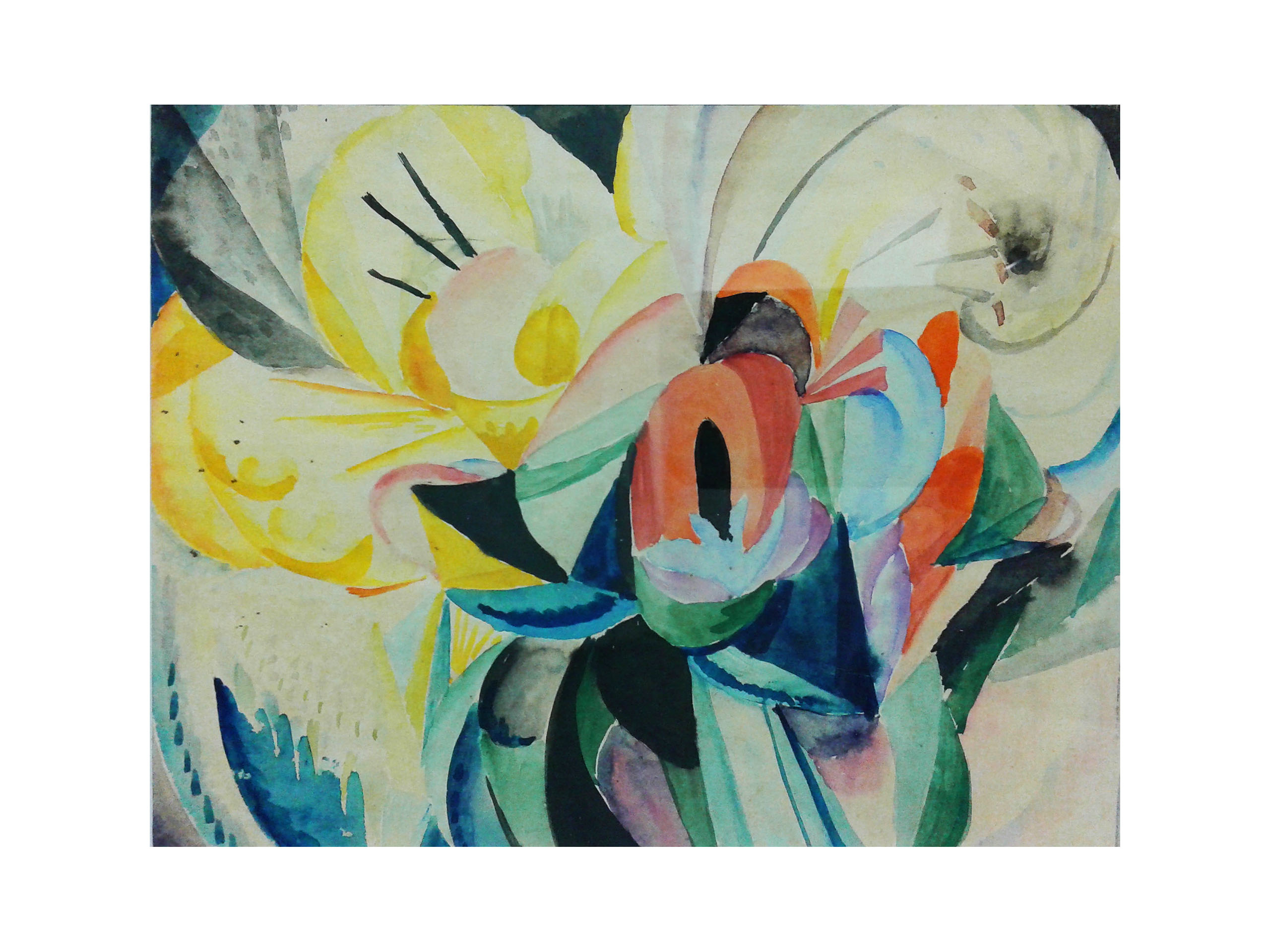
О. Богомазов. Композиція, 1915
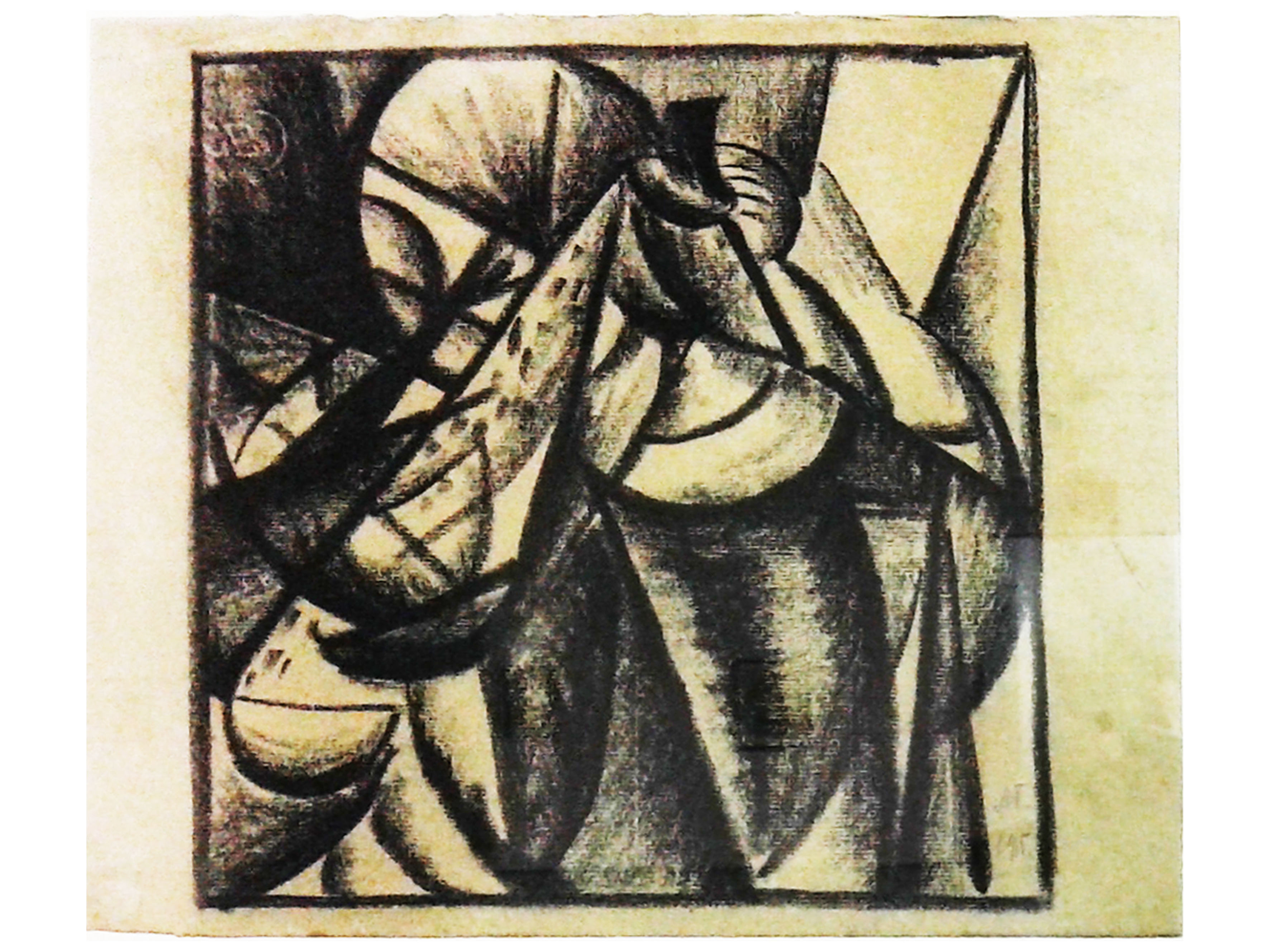
О. Богомазов. Портрет жінки
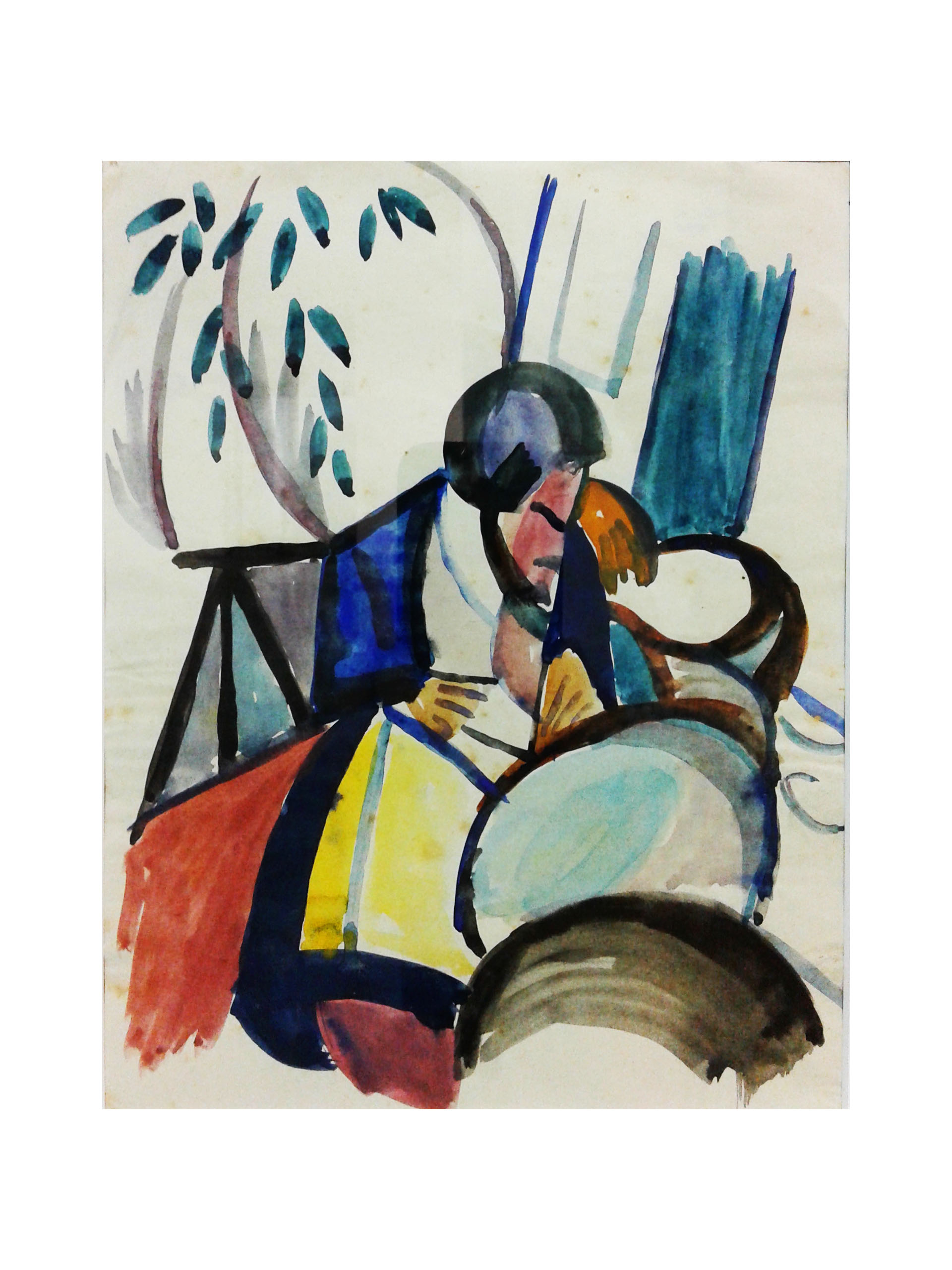
О. Богомазов. Портрет
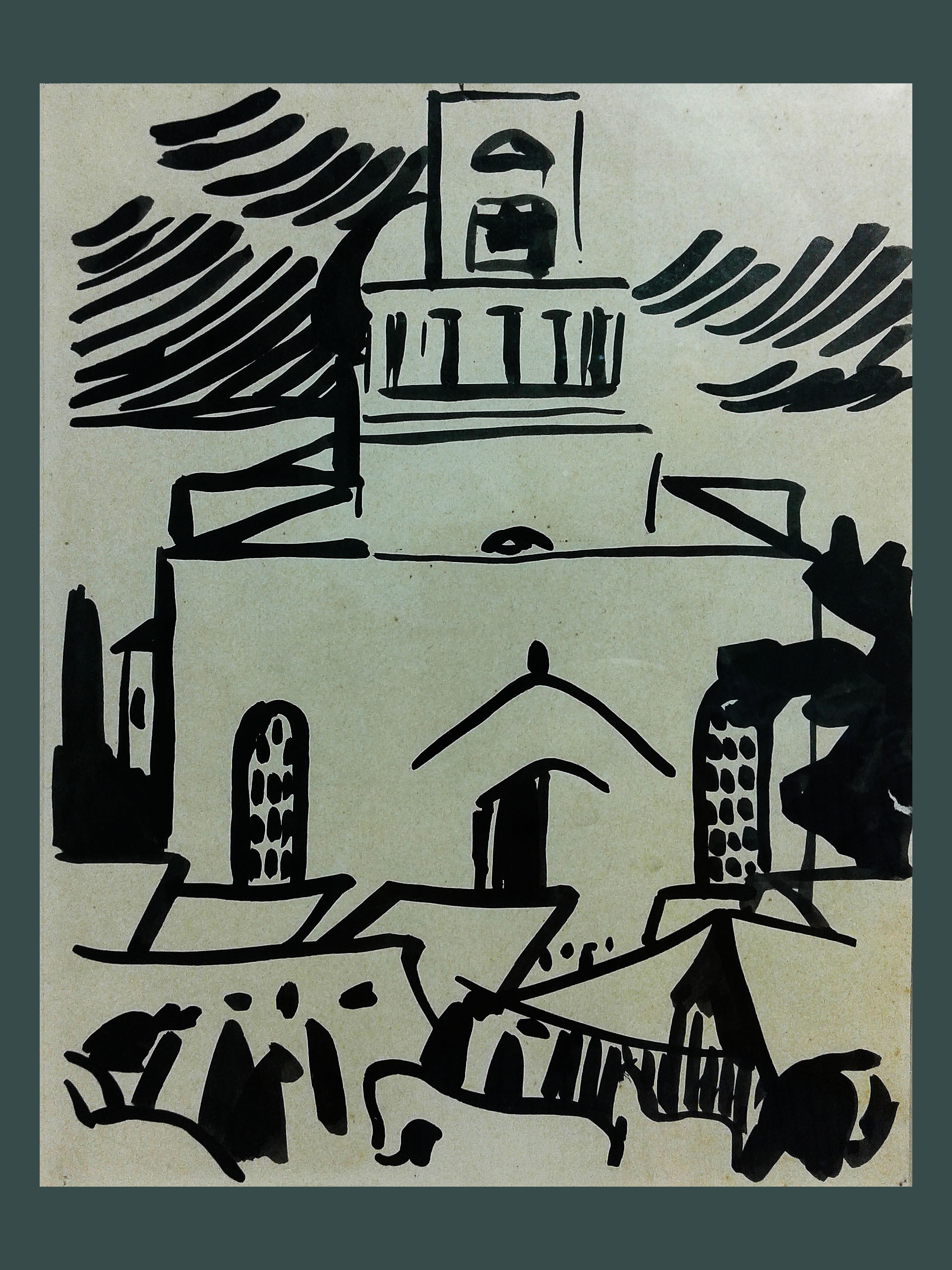
О. Богомазов. «Київський пейзаж», 1910-ті
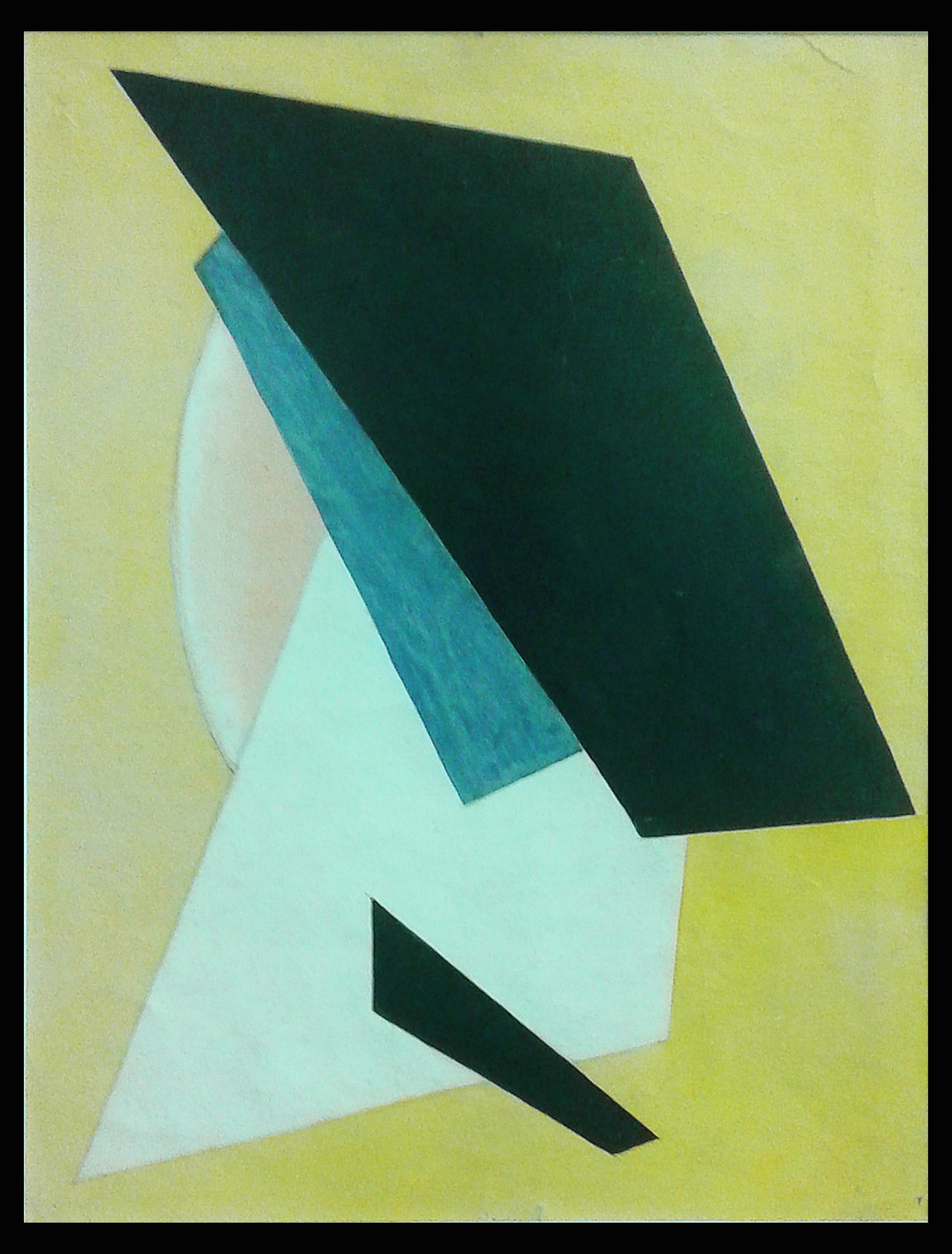
Любов Попова. «Композиція», 1910-ті
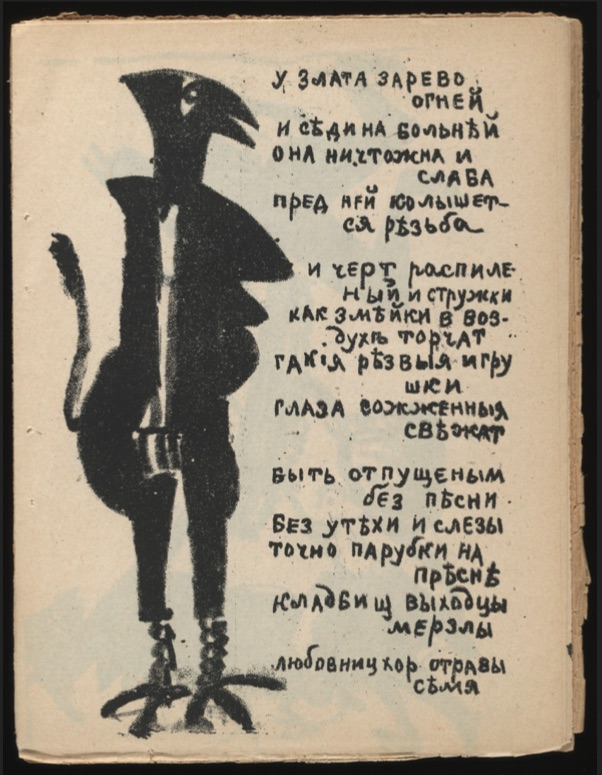
К. Малевич. Ілюстрація до книги О. Кручоних і В. Хлєбнікова «Гра в пеклі», 1914
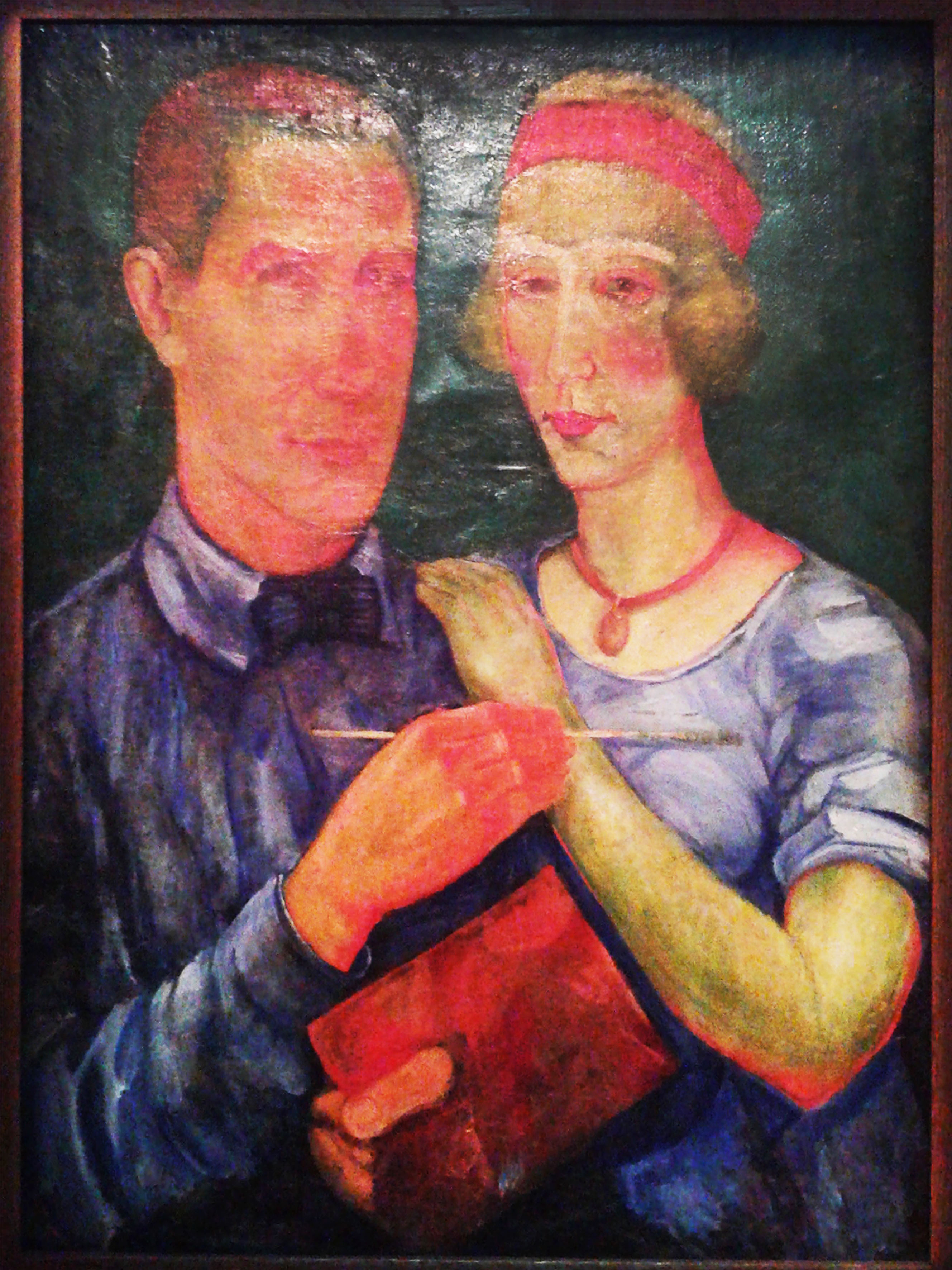
В. Пальмов. «Портрет із дружиною»
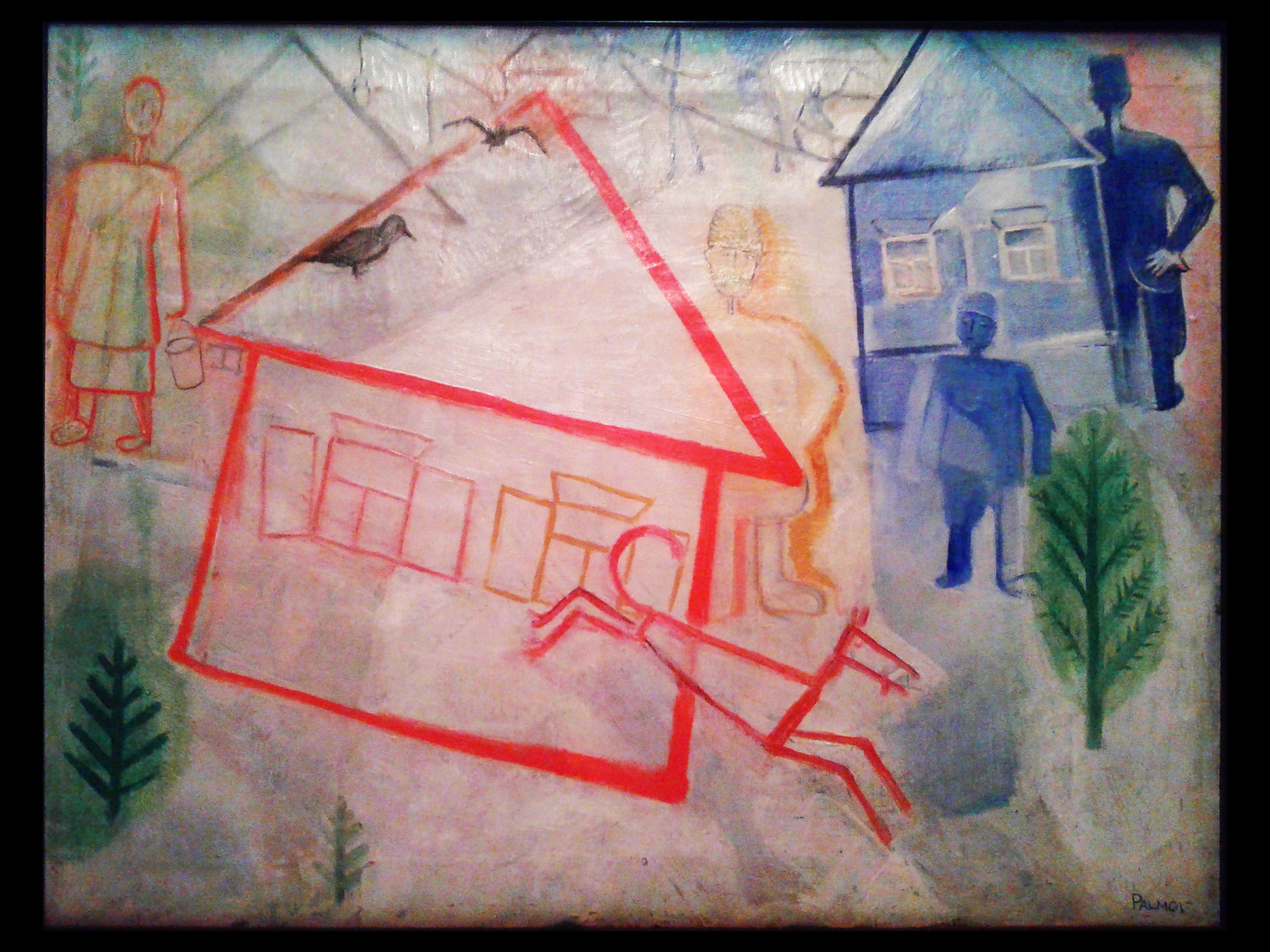
В. Пальмов «Українське село взимку» (Зелений Клин)
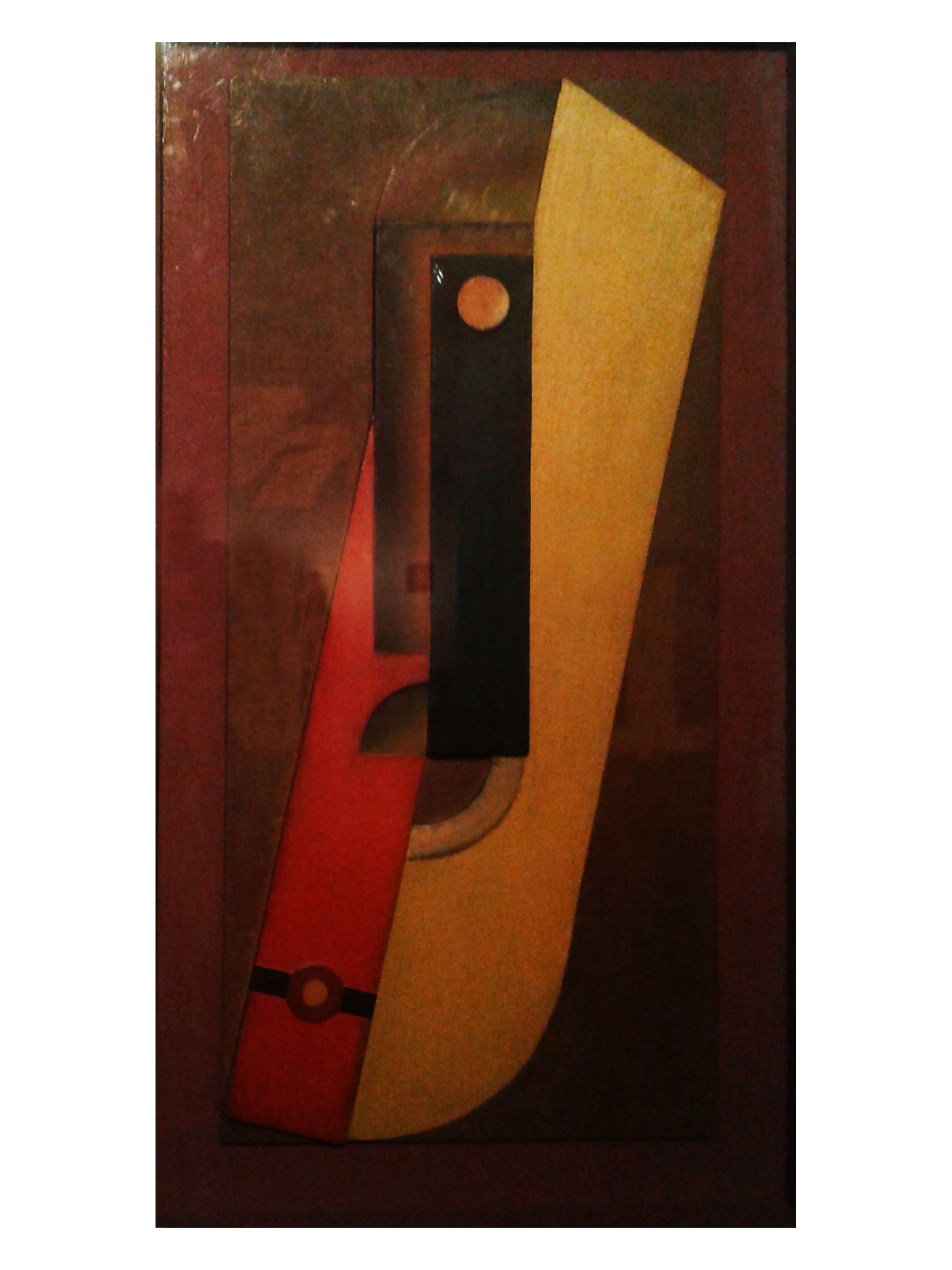
В. Єрмилов. «Арлекін»
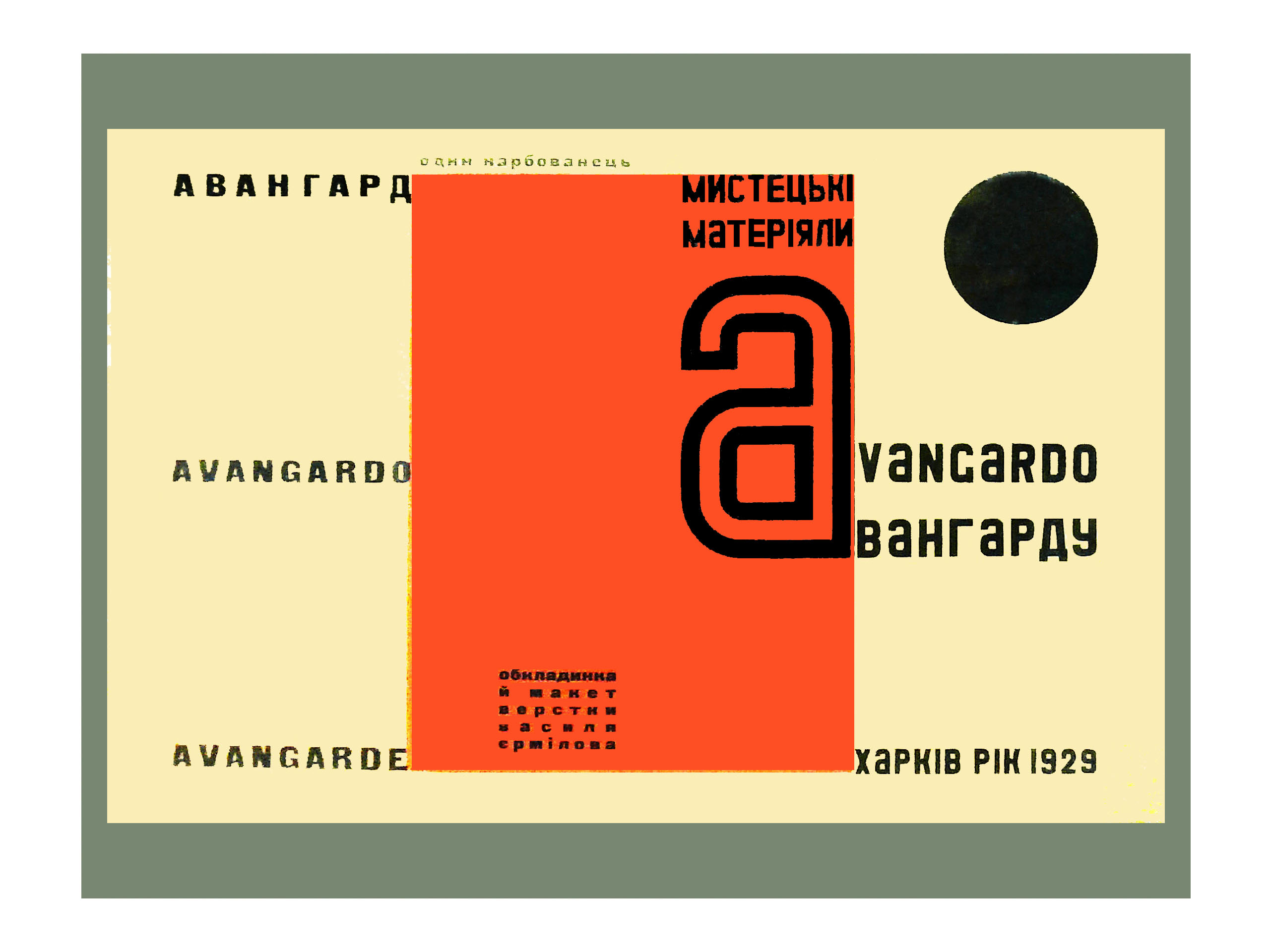
В. Єрмилов. Обкладинка часопису «Авангард», 1929
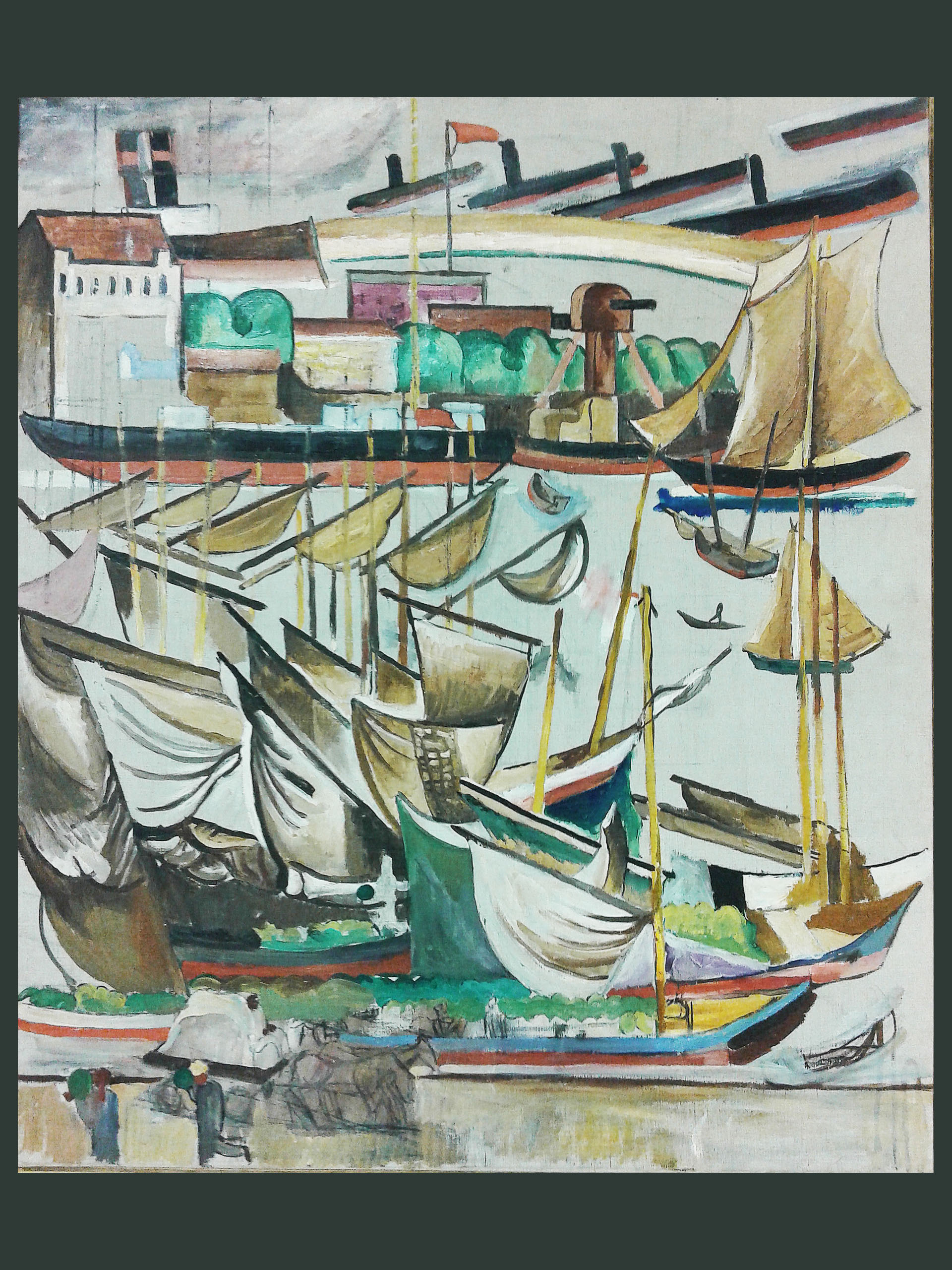
А. Петрицький. «Гавань», 1930—1931
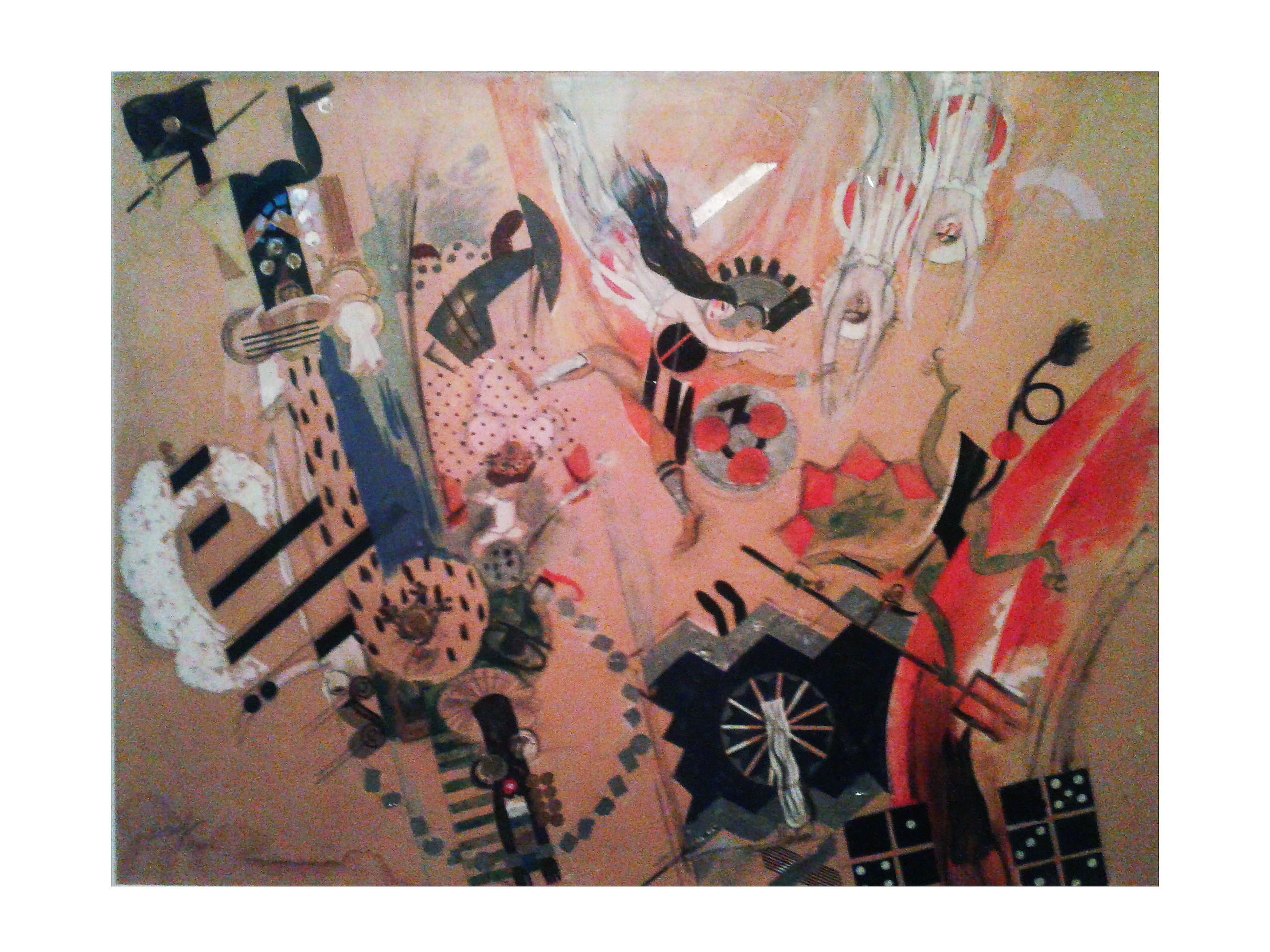
О. Хвостенко-Хвостов. Ескіз декорації до опери Р. Ваґнера «Валькірії»

## Вшанування пам'яті
В Києві існує вулиця Ігоря Диченка.